# Sotnikowo (Buriacja)
Sotnikowo (ros. Сотниково) – wieś w Rosji, w Buriacji, w rejonie iwołgińskim. W 2010 liczyła 6274 mieszkańców.